# Археология

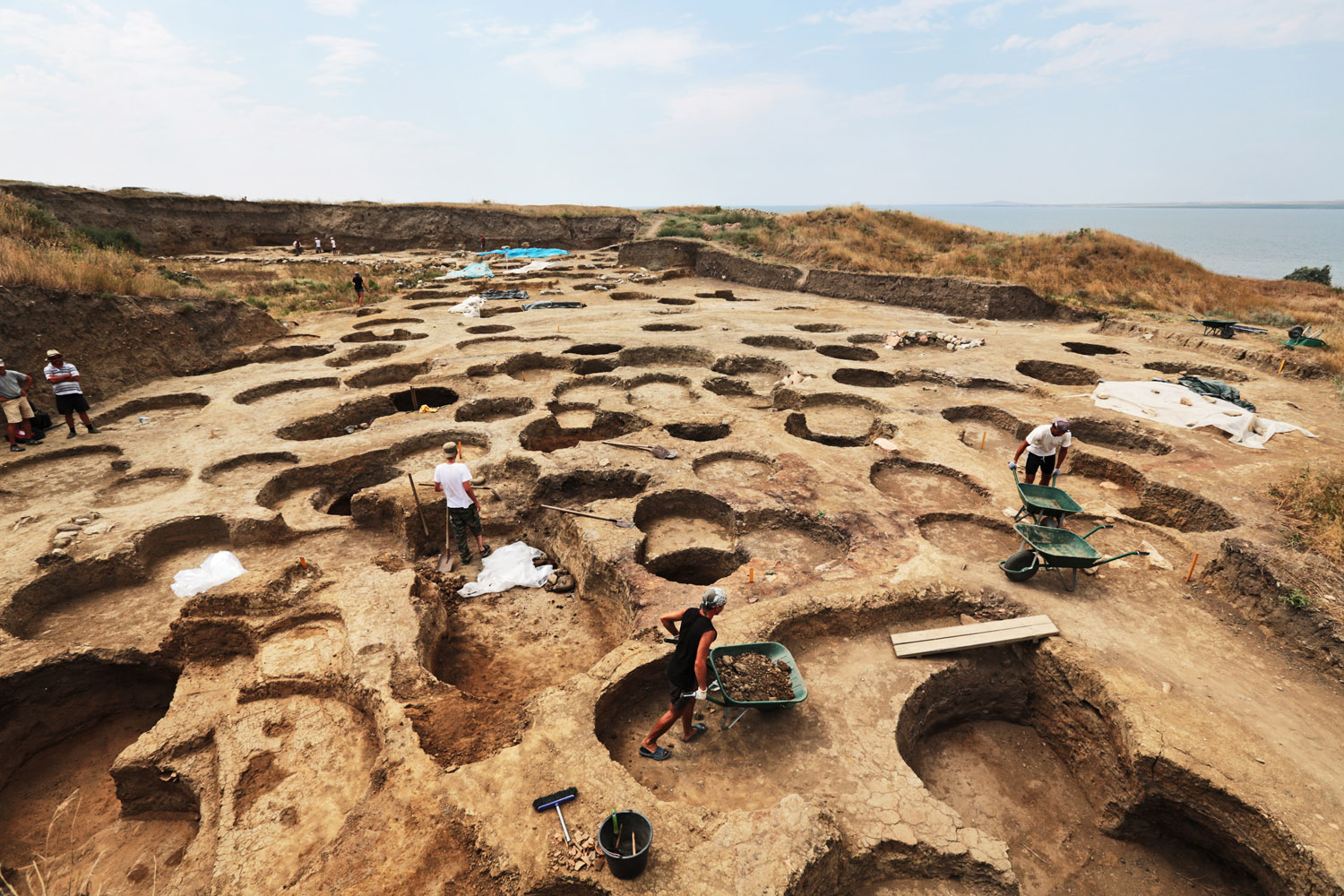
Археологические раскопки древнегреческой колонии Фанагория

Археолог — или влюблённый, или поэт
Археоло́гия (др.-греч. ἀρχαῖος «древний» + λόγος «слово, учение») — историческая дисциплина, изучающая прошлое человечества по вещественным источникам. Археологию можно считать как социальной наукой, так и отраслью гуманитарных наук. В Европе её часто рассматривают как самостоятельную дисциплину или как область других дисциплин, в то время как в Северной Америке археология является областью антропологии. Некоторые исследователи считают археологию источниковедческой дисциплиной, которая по методологической природе схожа с криминалистикой.

## Описание
Археологи изучают историю человечества, начиная с разработки первых каменных орудий в Ломекви в Восточной Африке 3,3 миллиона лет назад и до последних десятилетий. При этом археология отличается от палеонтологии, которая изучает ископаемые остатки. Она особенно важна для изучения доисторических обществ, для которых не может быть письменных документов для изучения. История первобытного общества включает в себя более 99 % человеческого прошлого, от палеолита до появления грамотности в обществах по всему миру. Археология имеет различные цели, которые варьируются от понимания истории культуры до восстановления прошлого пути к документированию и объяснению изменений в человеческом обществе во времени.
Основной принцип археологии — любая деятельность человека оставляет следы.
Дисциплина включает в себя съёмки, раскопки и в конечном итоге анализ собранных данных, чтобы узнать больше о прошлом. В широком смысле, археология опирается на междисциплинарные исследования. Она основывается на антропологии, истории, этнологии, географии, геологии, лингвистики, семиотики, социологии, текстологии, физике, информатике, химии, статистике, палеоэкологии, палеографии, палеонтологии, палеозоологии и палеоботаники и др.
Археология развивалась из антикварианизма в Европе в течение XIX века и с тех пор стала дисциплиной, практикуемой во всем мире. Археология использовалась национальными государствами для создания особых представлений о прошлом. С момента своего раннего развития, были разработаны различные специфические дисциплины археологии, в том числе морская археология, феминистская археология и археоастрономия, и было разработано множество различных научных методов для помощи в археологических исследованиях. Тем не менее сегодня археологи сталкиваются со многими проблемами, такими как работа с псевдоархеологией, разграбление артефактов, отсутствие общественного интереса и противодействие раскопкам человеческих останков.

## Значение

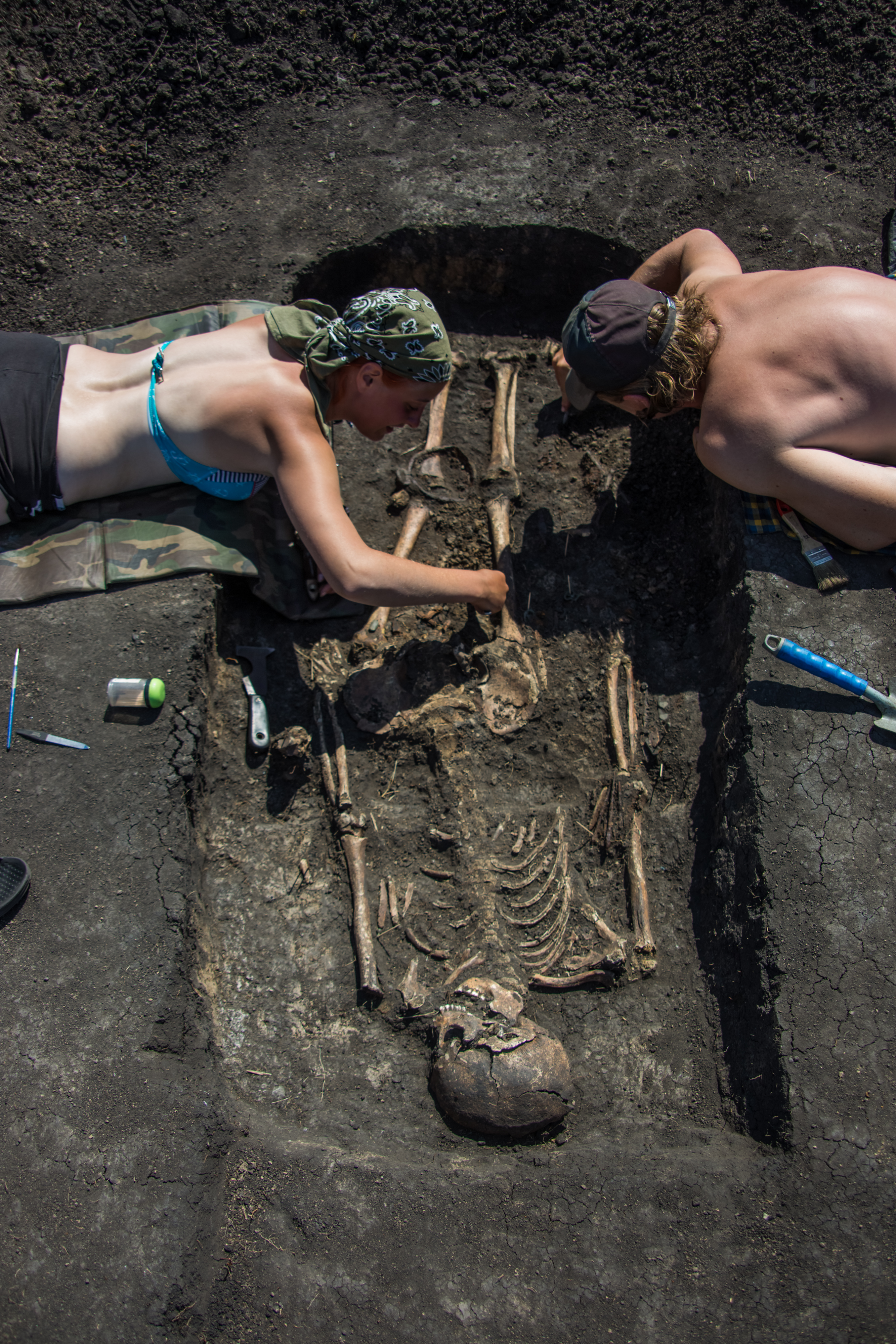
Раскопки захоронения лучника в Челябинской области

Вещественные источники — это орудия производства и созданные с их помощью материальные блага: постройки, оружие, украшения, посуда, произведения искусства — всё, что является результатом трудовой деятельности человека. Вещественные источники, в отличие от письменных, не содержат прямого рассказа об исторических событиях, и основанные на них исторические выводы являются результатом научной реконструкции. Значительное своеобразие вещественных источников вызвало необходимость изучения их специалистами-археологами, которые производят раскопки археологических памятников, исследуют и публикуют находки и результаты раскопок, восстанавливают по этим данным историческое прошлое человечества. Особое значение археология имеет для изучения эпох, когда не существовало ещё письменности вообще, или истории тех народов, у которых письменности не было и в позднее историческое время.
Археология необычайно расширила пространственный и временной горизонт истории. Письменность существует около 5000 лет, и весь предшествующий период истории человечества (равный, по новейшим данным, почти 2 млн лет) стал известен только благодаря развитию археологии. Да и письменные источники за первые 2 тысячи лет их существования (египетские иероглифы, линейное греческое письмо, вавилонская клинопись) были открыты для науки археологами. Археология имеет значение и для эпох, когда существовала письменность, для изучения древней и средневековой истории, так как сведения, почерпнутые из исследования вещественных источников, существенно дополняют данные письменных источников.

## История археологии
Упоминание об археологии известно ещё в Древней Греции. Платон под понятием «археология» понимал всю древность.
В эпоху Возрождения под этим термином часто понималась история Древнего Рима и Древней Греции. Нередко науке за пределами России термин «археология» употребляется как часть науки о человеке — антропология. Одними из первых археологических коллекций XV века стали собрания Капитолийского музея и Римской академии. Кириак Анконский (1391 — после 1449) считается одним из основателей археологии («отец археологии»), так как собирал и зарисовывал древности во всех странах восточного Средиземноморья. В частности, сохранились сделанные им зарисовки таких памятников, как колонна Юстиниана, египетские пирамиды и Парфенон.

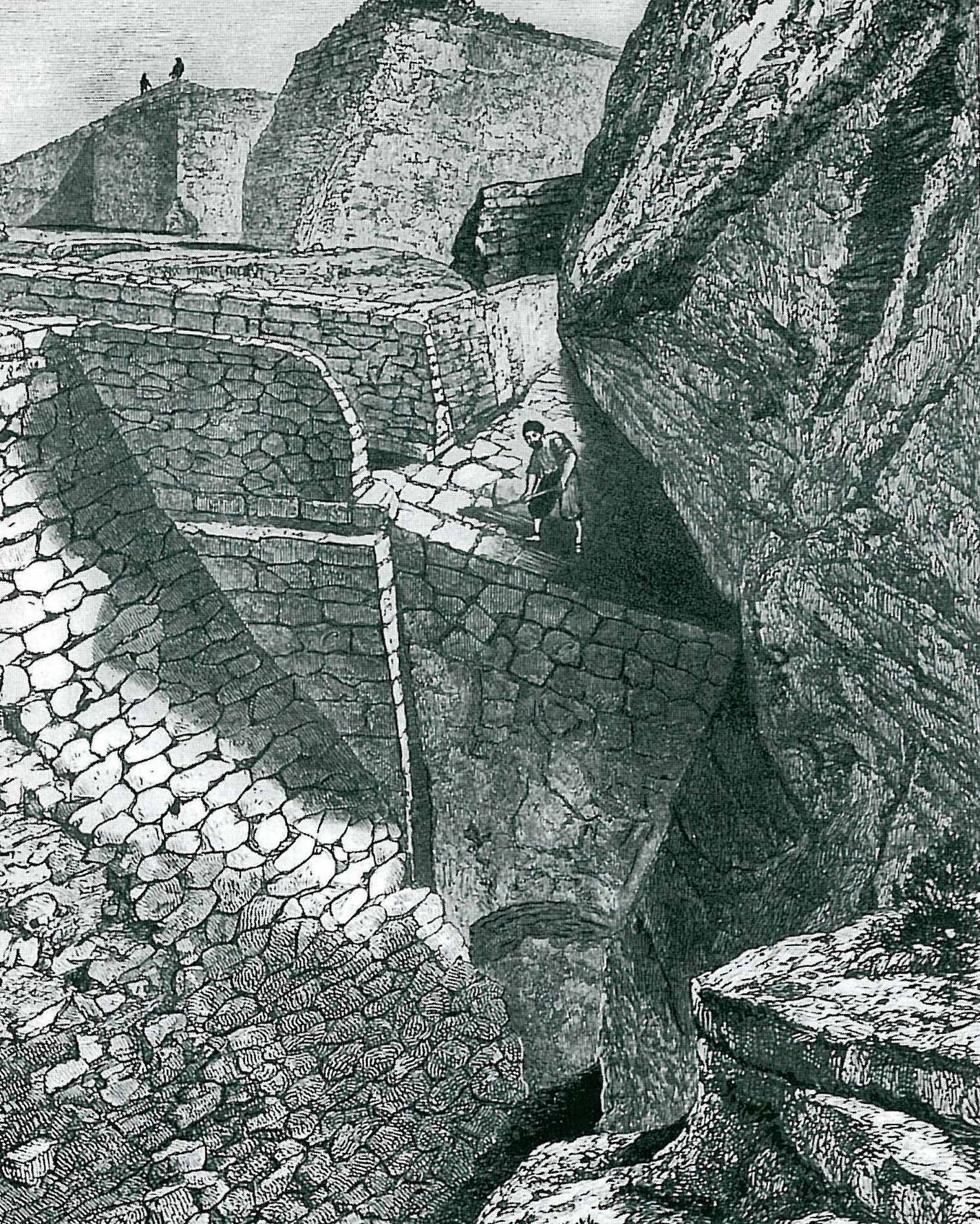
Вид троянских раскопок Шлимана, гравюра XIX века

В XVIII веке раскопки в Геркулануме и Помпеях выявили интерес к бытовым древностям различных эпох. В XIX веке и в начале XX века было сделано множество важных археологических открытий в Средиземноморье и на Ближнем Востоке: раскопки Трои и Микен Г. Шлиманом с 1870-х годов, раскопки в начале XX века А. Эвансом Кносса на Крите и Г. Винклером столицы хеттов Хаттусы, а также многие другие.
К концу XIX века сложилась практика археологической науки, которая главным образом состояла в сборе артефактов и их тщательной классификации. При этом сходные по внешним признакам артефакты соотносились вместе, на основе сопоставлений выявлялись археологические культуры, о распространённости которых можно было судить по распространённости присваиваемых им артефактов. Но в 1960-е годы в научной среде возникло понимание того, что помимо сбора артефактов и их классификации, археология должна пытаться ответить на вопрос, почему происходили те или иные передвижения культур и их трансформации друг в друга. Подобный подход к археологии получил название «новая археология» (позже «процессуальная археология»), при этом вся предыдущая, «старая» археология стала называться культурной или культурно-исторической.
Однако, по мнению многих критиков процессуальная археология излишне опирается на естественные науки и вынуждено игнорирует важные аспекты человеческих культур, такие как символ, религия и др.. При этом возникшая в 1980-е годы пост-процессуальная археология, которая была призвана разрешить эти проблемы процессуальной археологии, критикуется за недостаточную теоретическую разработанность.

### Этапы развития археологии в России
В России с XIX века сложилось представление, сохраняющееся до настоящего времени, что археология — часть исторической науки, изучающая в основном ископаемые материалы, связанные с деятельностью человека с глубокой древности и до средневековья включительно. Указом от 13 февраля 1718 года Пётр Великий положил начало собиранию древних артефактов в России, для размещения в Кунсткамере:

…также, ежели кто найдет в земле, или в воде какия старые вещи, а именно: каменья необыкновенные, кости человеческия или скотския, рыбьи или птичьи, не такия, какия у нас ныне есть, или и такия, да зело велики или малы перед обыкновенным; также, какия старые надписи на каменьях, железе или меди, или какое старое, необыкновенное ружье, посуду и прочее все, что зело старо и необыкновенно — такожь бы приносили, за что будет довольная дача, смотря по вещи, понеже, не видав, положить нельзя цены…
- XVIII век — начало XIX века. Зарождение, начальный этап; начинают проводиться раскопки многих памятников.
- Середина XIX века — середина 1930-х годов. Характеризуется развитием археологии как науки, созданием археологических обществ, музеев. Формирование русской археологии, сложением её основных направлений[16].
- Середина 1930-х — конец 1960-х годов. Периодом «лысенковщины» в науке, попытка советского руководства утвердить коммунистические взгляды в археологии. Тем не менее, именно в этот период начинается становление региональных центров археологических исследований, осуществляются массовые крупномасштабные работы по большей части территории СССР. Монографические исследования 1950—1960-х годов в своём роде подвели итог рассматриваемого периода, став классическими исследованиями в большинстве направлений археологии и зачастую первыми опытами крупных обобщений с теоретическими выводами по самым различным периодам, культурным общностям и регионам.
- Конец 1960-х годов — настоящее время. Характеризуется децентрализацией науки (распространением изучения археологии на регионы, раньше её изучали в Академических центрах, МГУ, СПбГУ, КГУ и некоторых других). Возникают кафедры в университетах Поволжья, на Урале, Сибири и на Дальнем Востоке[17][18].

### Значимые события в истории археологии
- 1722 — Приглашённый в создающуюся Российскую Академию Наук немецкий учёный Даниил Готлиб Мессершмидт произвёл первые научные археологические раскопки на острове Тагарский в Минусинской котловине (Красноярский край)
- 1748 — Раскопки древнего города Помпеи
- 1799 — Находка Розеттского камня французскими солдатами во время наполеоновского похода в Египет
- 1802 — Расшифровка древнеперсидской клинописи
- 1820 — Греческий крестьянин обнаруживает Венеру Милосскую в поле
- 1824 — Расшифровка египетских иероглифов
- 1830 — Раскопки кургана Куль-Оба близ Керчи: начало скифской археологии
- 1836 — Куратор Национального музея в Копенгагене К. Томсен выступил с концепцией «системы трёх веков» (каменного, бронзового и железного), впоследствии популяризованной его учеником И. Я. Ворсо, в её развитом с тех пор виде принятая и поныне[19]
- 1849 — Открытие библиотеки Ашшурбанипала
- 1856 — Находка черепа неандертальца вблизи Дюссельдорфа
- 1861 — французский путешественник Анри Муо обнаружил гигантский храмовой комплекс Ангкор-Ват в джунглях Камбоджи.
- 1871 — Генрих Шлиман проводит раскопки Трои
- 1876 — Генрих Шлиман исследует Микены
- 1879 — Открытие пещерных рисунков в пещере Альтамира
- 1900 — Открытие на Крите минойской цивилизации сэром Артуром Эвансом.
- 1906 — Открытие Богазкёйского архива
- 1911 — Находка Мачу Пикчу, города древних инков
- 1922 — Говард Картер находит гробницу Тутанхамона
- 1947 — Открытие кумранских свитков
- 1951 — Первая находка сохранившейся берестяной грамоты
- 1991 — Находка почти полностью сохранившегося тела древнего человека в леднике в Австрии
- 1993 — Находка мумии принцессы Укока на одноимённом плоскогорье на Алтае, Россия

## Работа археологов

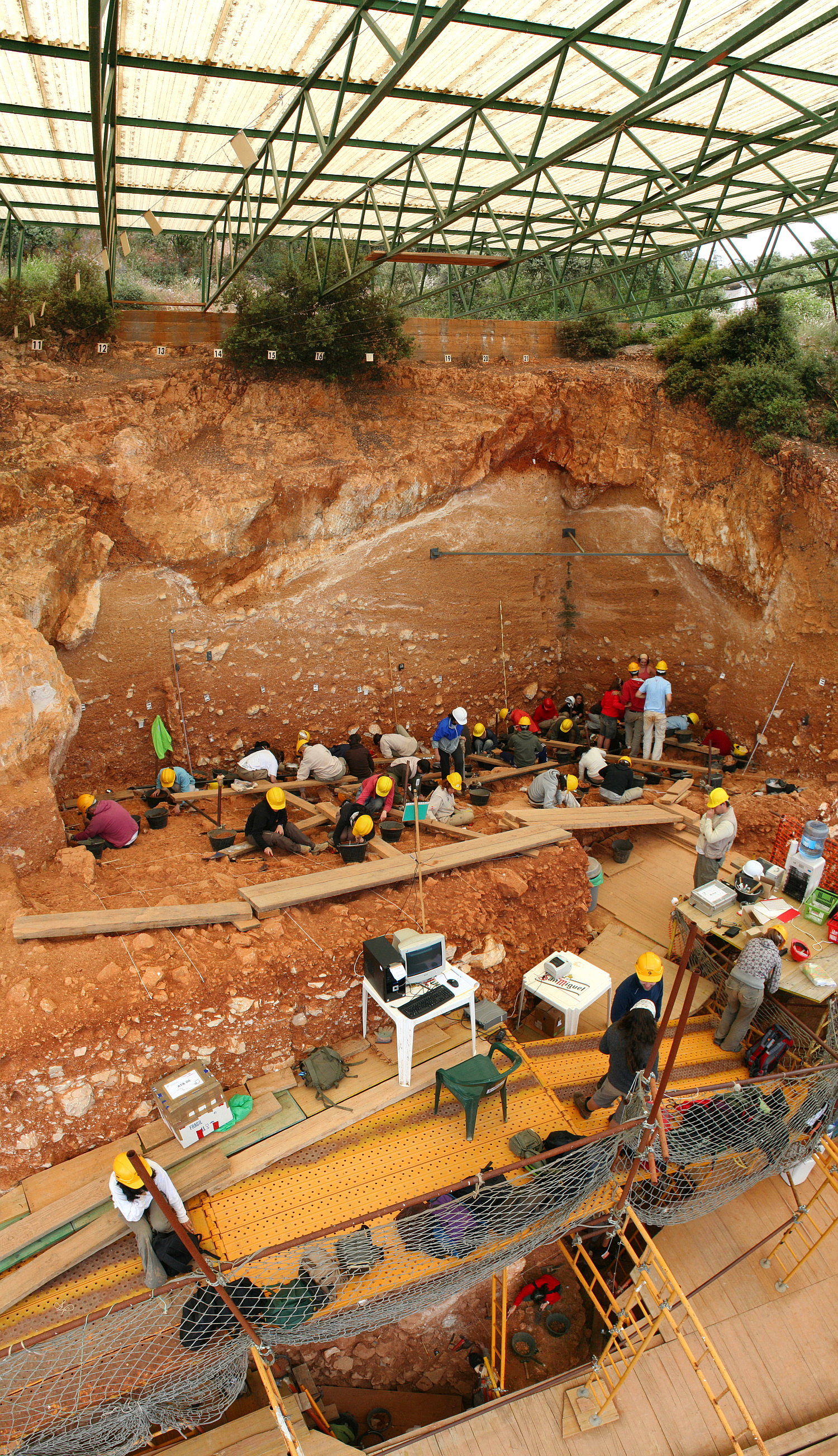
Археологические раскопки в Gran Dolina (Атапуэрка, Испания)

Археологи изучают своими методами археологические источники, анализируют их и пополняют фактами и предположениями общеисторический научный багаж. Археологические исследования включают в себя как кабинетную или теоретическую часть (работа с документами и артефактами), так и полевую археологию, то есть практические исследования, к которым относится также и подводная археология.
Одним из видов раскопок являются так называемые охранные раскопки, которые в соответствии с требованиями законодательства проводят перед строительством зданий и сооружений, так как в противном случае возможно находящиеся на месте строительства археологические памятники будут утеряны безвозвратно.
Существует также экспериментальная археология, которая заключается в воссоздании древних технических приёмов, реконструировании орудий труда, предметов быта, оружия и изучение их производительности и других параметров. Иногда воссоздаётся даже картина всего образа жизни того или иного древнего общества.
Сам по себе каждый найденный объект невозможно рассматривать вне контекста, в отрыве места, обстановки, глубины залегания, предметов, найденных по соседству и так далее.
Чтобы установить время создания или использования предмета, используют различные методы: стратиграфический метод (учитывают, в каком слое он лежал, каждый слой почвы соответствует определённому временному периоду), сравнительно-типологический, радиоуглеродный, дендрохронологический и другие методы.
Археологи обычно специализируются на определённых регионах и исторических периодах.

## История термина «археология»
Редко можно встретить профессию, более безрадостную, чем профессия полевого археолога, работающего в пустыне, среди диких скал, в полной удаленности от всякой цивилизации, в тяжелых климатических условиях, способных лишить человека всякого мужества… И они не делают из всего этого сенсаций — эти археологи. Они продолжают работать, как будто условия их труда нечто само собой разумеющееся. Ибо для них во всем мире не существует более интересной профессии, чем избранная ими. Они живут среди опасностей, с глазу на глаз с не открытой ещё тайной. Не сегодня-завтра она может быть раскрыта, и тогда мировая пресса назовет их имена. — Цитата немецкого историка Э. Церен.
Слово «археология» (греч. ἀρχαιολογία) впервые употреблено Платоном в значении «история прошедших времён». После Платона термин «археология» употребляет знаменитый древний историк Дионисий Галикарнасский в заглавии одного из своих сочинений (Ῥωμαϊκὴ Ἀρχαιολογία). В предисловии к нему Дионисий так определяет задачи и предмет Археологии: «Я начинаю мою историю древнейшими сказаниями, которые мои предшественники пропускали, потому что им было очень трудно их отыскивать. Я веду свой рассказ до начала первой Пунической войны, которая случилась в третий год 128 олимпиады. Я рассказываю, равным образом, о всех войнах и междоусобиях, которые вёл римский народ. Я сообщаю также о всех формах государственного устройства и управления, которые государство имело при царях и по уничтожении монархии. Я привожу большое собрание нравов и обычаев и знаменитейшие законы и представляю в кратком обозрении всю старую государственную жизнь».
Труд Дионисия послужил образцом для Иосифа Флавия, написавшего историю евреев под заглавием Ἰουδαϊκὴ Ἀρχαιολογία. Оба сочинения ничем не отличаются от обыкновенных исторических повествований того времени и никакого археологического материала в себе не заключают.
Современные археологи могут заимствовать у своих древних предшественников только заглавие. У римлян для обозначения древней истории явилось новое слово «Antiquitates» (Cic. Acad. I, 2: Plin. H. N. I, 19; Gell. V, 13; XI, 1). Теренций Варрон озаглавил этим новым термином своё сочинение «De rebus humanis et divinis».
Из христианских авторов «Antiquitates» употребляют в том же значении блаженный Августин (De Civit. Dei. VI. 3) и блаженный Иероним (adv. Iovin. II. 13). С XVI столетия оба выражения принимают более определённое значение и употребляются для обозначения жизни и состояния прошедших времён в противоположность истории, которая изучает деяния прошлого.

## Популяризация
В России популяризацией археологии занимаются порталы АРХЭ и Антропогенез.ру, а также археологи Иван Семьян, Василий Новиков и др.

## В массовом сознании
В массовом сознании современного постмодерного общества археологическая наука зачастую играет роль «поставщика сенсаций», безотносительно их научной направленности. Если археологи следуют такому медиа-ориентированному направлению представления своих результатов, они разрушают наиболее важную профессиональную задачу. В то время как человек, не владеющий специальными знаниями/компетенциями в предметной области, обычно не способен отличить подобные интерпретации от научных, особенно в тех случаях, когда интерпретации легитимируются научным аппаратом и академическими регалиями исследователя.